# Фонд імені Георгія Миколайовича Кірпи
Міжнародна громадська організація «Фонд імені Георгія Миколайовича Кірпи»

## Історія
Зареєстрована 8 вересня 2009 року на підставі рішення установчих зборів від 7 липня 2009 року. Створила фонд Жанна Ігорівна Кірпа, вдова Георгія Кірпи. 
12 січня 2010 року Головним управлінням юстиції у Тернопільській області легалізовано шляхом письмового повідомлення про заснування Тернопільський обласний осередок організації.

## Мета
- задоволення та захист законних соціальних, економічних, творчих, вікових, національно-культурних та інших спільних інтересів своїх членів;
- сприяння розвитку галузі залізничного транспорту;
- популяризація залізничних професій;
- вшанування пам'яті видатних залізничників.

## Справи
Організація конкурсу дитячого малюнку: «З Богом у серці» — спільно з Українською православною церквою (Московського патріархату).
Організація та проведення літературного конкурсу «Я запам'ятав Кірпу таким» (до 65ліття з дня народження).

## Ключові особи
- Палюх Анатолій Володимирович — президент фонду.